# Де Мигель, Антонио
Антонио де Мигель (исп. Antonio Miguel; 25 июня 1899, Росарио, Санта-Фе — XX век) — аргентинский футболист, выступавший за сборную Аргентины, участник Чемпионата Южной Америки по футболу 1920.

## Биография

### Начало карьеры
Начал карьеру в 1913 году, в пятом дивизионе за клуб «Атлетико из Росарио». В следующем году, в 15-летнем возрасте дебютировал в Кубке Никасио Вилы. «Атлетико» выиграл со счетом 1:0, победный гол забил Антонио Мигель.

### «Росарио Сентраль» и «Ньюэллс Олд Бойз»
В 1918 году перешёл в клуб «Росарио Сентраль», которой занял второе место в Кубке Никасио Вилы. В следующем году, вместе с командой стал победителем турнира.
В июле 1920 года, «Росарио Сентраль» вышел из Лиги Розарины и присоединился к недавно созданной Ассоциации любительского футбола Розарины. Это привело к тому, что лига объявила всех игроков «жёлто-синих» свободными агентами, предоставив им пятнадцать дней на поиск нового клуба. Несколько футболистов остались в клубе, но остальные решили покинуть команду. Антонио Мигель пополнил ряды их «вечного соперника»: «Ньюэллс Олд Бойз». В составе красно-черных он сыграл восемнадцать игр и забил четыре гола в период с 1920 по 1921 год. В 1921 году, во второй раз стал обладателем трофея Кубок Никасио Вила.

### «Тиро Федераль»
В 1925 году стал игроком команды «Тиро Федераль», в один из самых успешных периодов в истории клуба: в том же году он стал чемпионом Росарио, также повторив повторив это достижения в 1926 году.

### «Расинг» и возвращения в «Росарио Сентраль»
В 1927 году, он присоединился к клубу «Расинг», за который выступал не долго. В 1928 году вернулся в состав «Росарио Сентраль», где снова стал чемпионом лиги Росарио. Оставался в команде вплоть до 1930 года, когда в четвёртый раз стал победителем местной лиги.

## Достижения
«Росарио Сентраль»
- Кубок Никасио Вилы (4): 1919, 1923, 1928, 1930[8].
- Лига Розарины (1): 1922

«Ньюэллс Олд Бойз»
- Лига Розарины (1): 1921

«Тиро Федераль»
- Лига Розарины (2): 1925—1926